# 까오칭천
까오칭천 (高 卿 尘, 1999년 7월 11일 ~ ), 또는 나인(นาย กรชิต บุญสถิต์ภักดี)는 태국의 가수, 배우, 모델이다. 소속사는 둥차 엔터테인먼트이다. 상징색은 「칭천 스타」이다.   
2021년부터 중국에서 보이 그룹 결성 프로젝트 서바이벌 프로그램 《창조영 2021》에 참가하여 활동하고 있다.

## 생애
까오칭천은 태국 방콕에서 태어났다. 그의 형제로는 누나가 한 명 있다. 배우 이외에도 태국에서 팬들에게 댄스, 노래 활동도 했었다.

## 활동

### 2019년: 데뷔
2019년, 그는 드라마《2Moons2 (เดือนเกี๊ยวเดือน 2): The Series》에 주연 'Kit'으로 출연을 하면서 데뷔를 하였고, 그 후 드라마 출연진들과 프로젝트 그룹 OXQ를 결성하여 활동하며 인기를 얻었다.

### 2020년: 활동
드라마 《2Moons2 (เดือนเกี๊ยวเดือน 2): The Series》의 출연 배우들과 프로젝트 보이 그룹을 만들어 OXQ로 활동하며 음반을 발매하고, 예능에 출연하였다.

### 2021년: 활동
2월 17일, 동영상 사이트 플랫폼 텐센트 비디오에서 주최하는 보이 그룹 결성 프로젝트 서바이벌 프로그램 《창조영 2021》에 참가하여 4월 24일, 최종 순위 발표식에서 '5위'를 차지하여, 데뷔 그룹 INTO1의 멤버가 되었다.

### 《창조영 2021》 관련
- 데뷔조 진입은 볼드체로 표시.

## 주요 활동

### 창조영 2021
| 편수 | 순위 | 등락      | 표 수 （응원도） | 등급  | 비고      |
| 2화  | 13위 | 순위 진입 | 표 수 미공개     | B→C→B |           |
| 3화  | 15위 | ▼ 2       | 표 수 미공개     | B→C→B |           |
| 4화  | 15위 | ▬         | 표 수 미공개     | B→C→B |           |
| 5화  | 16위 | ▼ 1       |                  | B→C→B |           |
| 6화  | 14위 | ▲ 2       | 표 수 미공개     | B→C→B |           |
| 7화  | 14위 | ▬         |                  | B→C→B |           |
| 8화  | 7위  | ▲ 7       | 표 수 미공개     | B→C→B |           |
| 9화  | 8위  | ▼ 1       |                  | B→C→B |           |
| 10화 | 5위  | ▲ 3       | 13,898,339표     | B→C→B | 최종 데뷔 |

### 프로그램
| 일시                             | 방송사            | 제목                              | 비고                        |
| 2020년 2월 5일－2020년 2월 19일  | 채널 3            | 《เที่ยวเกี๊ยวเดือน (Travel With Us)》 | 고정 출연자                 |
| 2020년 7월 2일－2020년 8월 20일  | 채널 3            | 《OXQครัาบบ (OXQKRAB)》            | 고정 출연자                 |
| 2021년 2월 17일－2021년 4월 24일 | 텐센트 비디오     | 《창조영 2021》                   | 참가자                      |
| 2021년 5월 3일 ~                 | INTO1 공식 유튜브 | 《未知周刊! INTO1!》              | 보이 그룹 INTO1의 단독 예능 |
| 2021년 5월 31일                  | 텐센트 비디오     | 《PLAY! FRIDGE》                  | 게스트, 류장 동반 출연      |
| 2021년 7월 11일 ~                | INTO1 공식 유튜브 | 《ONE事大吉! INTO1!》             | 보이 그룹 INTO1의 단독 예능 |

## 여담
·중국어에 특히 태국 억양이 많이 들어가 중국어 성조가 특이하게 들린다고 함.
·K-pop을 좋아한다고 함.
·좋아하는 색은 검은색, 흰색, 남색.
·좋아하는 음식은 연어, 쏨땀, 팟크라파오.
·싫어하는 음식은 갑각류.
·좋아하는 운동은 수영, 배구.
·좋아하는 꽃은 하얀 장미.
·좋아하는 옷 스타일은 오버사이즈핏, 데님 자켓.
·개인 팬덤명은 strawberry jam과 nine'shappiness이다.
·창조영 2021 순위발표식 때 소감 발표와, 종영한 뒤 인스타그램에 감사 인사를 남길 때 팬덤명을 언급했으며 팬들 또한 애용하는 이름이다.